# Carlo Lajolo
Carlo Lajolo (Vinchio, 29 novembre 1922 – Imperia, 3 febbraio 2009) è stato uno scrittore e partigiano italiano, deportato e sopravvissuto a Mauthausen, e divulgatore degli orrori della deportazione nazista.

## Biografia
Nasce a Vinchio in provincia di Asti il 29 novembre 1922, da famiglia contadina. Il sesto di otto fratelli, patisce, ventiduenne, gli orrori del lager di Mauthausen e Gusen dal dicembre 1944 al maggio 1945, quando il campo viene liberato dai soldati americani.
Negli anni della lotta partigiana, ha combattuto il nazismo sotto lo pseudonimo di "Tarzan", sulle colline delle sue langhe. Cugino primo di "Ulisse", all'anagrafe Davide Lajolo, politico e scrittore, ha condiviso con lui gli ideali partigiani, fino al giorno della sua cattura, l'inizio della deportazione.
Tornato al suo paese, riacquista le forze perdute ma non può dedicarsi, nelle condizioni di grande debilitazione in cui versa, alla dura vita contadina, per cui entra nella Polizia Tributaria e si trasferisce a Bordighera, dove conosce la sua futura moglie, Adele Visone. 
Dopo alcuni trasferimenti fissa la sua dimora in Imperia, nel 1964. 
È autore del libro Morte alla gola (pubblicato da Edizioni Impressioni Grafiche, Acqui Terme), che narra la tragedia da lui vissuta da ragazzo, e che divulgherà nelle scuole. 
Muore ad 86 anni ad Imperia, il 3 febbraio 2009.